# Reginaldo de Durham

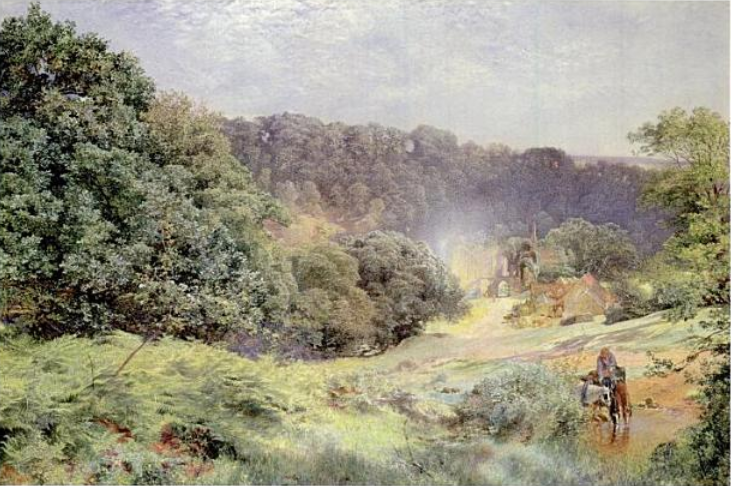
Alfred William Hunt, 1861: as ruínas do Priorado de Finchale fundado no sítio do ermitão Godrico as margens do rio Viuro

Reginaldo de Durham (m. ca. 1190) foi um monge beneditino e hagiologista, membro do Priorado de Durham e associado ao Priorado de Coldingham.

## Vida
Os detalhes da vida de Reginaldo são incertos, mas foi "aparentemente de ascendência inglesa" e juntou-se aos monges em Durham cerca de 1153. Esteve ativo nos anos 1160 e 1170, ocupando seu tempo em Finchale com o ermitão e santo Godrico, e escrevendo as obras pelas quais ficou conhecido. Pensa-se que o tempo que passou em Coldingham foi após 1188, embora isso é incerto – uma explicação alternativa à associação com Coldingham é que foi seu local de nascimento, embora isso é tido como menos provável.
Duas obras sobre santos são atribuídas a Reginaldo. A primeira é um relato da vida de Godrico — incluindo sua influência sobre as cobras de Finchale que mais tarde aninharam próximo de sua lareira — e os milagres que se seguiram à morte do santo. O segundo é uma coleção de 126 milagres póstumos atribuído ao santo do século VII Cuteberto, tais como aqueles associados com a Fonte de Cuteberto. O objetivo alegado desse líbelo, mantido próximo do templo de Cuteberto na Catedral de Durham, foi honrar o santo; foi também do interesses da comunidade monástica em Durham manter o culto do santo quando aquele do santo do século XII Tomás Becket estava crescendo na Cantuária. Ainda há uma obra mais curta sobre outro santo do século VII, o rei martirizado Osvaldo da Nortúmbria. Todas as obras incluem contribuições de Elredo de Rievaulx, que encorajou e ajudou Reginaldo.
Uma quarta obra pode ter sido a base de um sermão sobre São Eba (615–683), contudo o sermão em si não é do estilo associado a Reginaldo. Segundo Tudor, aquele estilo poderia "degenerar numa turgidão quase incompreensível", mas seu desejo pelo detalhe e capacidade para observação minuciosa fez-o capaz de "evocação extremamente vívida de condições contemporâneas".